# Friedrich von Ahlefeldt (Gutsherr, 1672)

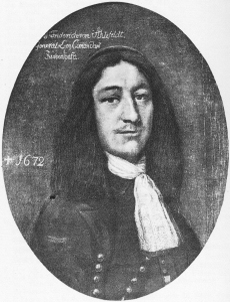
Porträt von Friedrich von Ahlefeldt (um 1668)

Friedrich von Ahlefeldt (* 1627, † 4. Januar 1672 in Kopenhagen) war Herr auf Kohøved, Bienebek, Halsted auf Lolland und Träger des Danebrog-Ordens.

## Leben
Friedrich von Ahlefeldt war der Enkel von Friedrich von Ahlefeldt und Dorothea von Blome. 1659 wurde er Stifts-Amtmann auf Lolland und 1665 Statthalter, Gouverneur und Kommandant von Kopenhagen, Generalleutnant und Obrist der dänischen Leibregimente. Am 12. Oktober 1671 erhielt er auf Schloss Rosenborg den Danebrog-Orden und starb nur wenige Monate später am 4. Januar 1672 in Kopenhagen. Mit seiner Frau Auguste von der Wisch, die Tochter des Amtmanns zu Gottorp, Jürgen von der Wisch auf Glasau und der Magdalena von Rantzau aus dem Hause Salzau, hatte er zwei Töchter.